# 3495 Colchagua
3495 Colchagua (1981 NU) là một tiểu hành tinh nằm phía ngoài của vành đai chính được phát hiện ngày 2 tháng 7 năm 1981 bởi Gonzalez, L. E. ở Cerro El Roble.